# Girolamo Vivaldi
Girolamo Vivaldi a été le 61e doge de Gênes du 4 janvier 1559 au 4 janvier 1561.